# Filmografia su Oscar Wilde
Di seguito sono elencati i film e le produzioni televisive riguardanti Oscar Wilde e le sue opere.

## Sull'autore e su persone a lui correlate

### Anni cinquanta
- The Return of Don Juan, episodio di CBC Summer Theatre, regia di Paul Almond - serie TV (1955)
- The Ballad of Oscar Wilde, episodio di Have Gun - Will Travel, regia di Richard Whorf - serie TV (1958)

### Anni sessanta
- Ancora una domanda, Oscar Wilde! (Oscar Wilde), regia di Gregory Ratoff (1960) [1]
- Il garofano verde (The Trials of Oscar Wilde), regia di Ken Hughes (1960)
- Oscar Wilde, episodio di On Trial, regia di Silvio Narizzano - serie TV (1960)
- Oscar Wilde: Monsieur Sebastian Melmoth, episodio di Famous Gossips - serie TV (1965)
- Der Prozeß: Oscar Wilde, regia di Otto Laurisch - film TV (1966)

### Anni settanta
- Oscar Wilde, regia di Hansgünther Heyme - film TV (1972)
- Lillie - serie TV (1978) [2]

### Anni ottanta
- Oscar - serie TV (1985)
- En aften med Oscar Wilde, regia di Annett Wolf - film TV (1986)

### Anni novanta
- Oscar, episodio di Ned Blessing: The Story of My Life and Times - serie TV (1993) [3]
- Indecent Acts, regia di William Parry (1996)
- Wilde, regia di Brian Gilbert (1997)

### Anni 2000
- Two Loves, regia di Jacqueline van Vugt - documentario (2000) [4][5]
- Happy Birthday Oscar Wilde, regia di Bill Hughes - documentario (2004)
- Le procès d'Oscar Wilde, regia di Christian Merlhiot (2010)

### Anni 2010
- The Happy Prince - L'ultimo ritratto di Oscar Wilde (The Happy Prince), regia di Rupert Everett (2018)

## Sulle opere e sui personaggi

### Varie
- De Bannelingen, regia di Léon Boedels e Caroline van Dommelen (1911) [6]
- A Woman of No Importance, regia di Denison Clift (1921)
- Il marito ideale (Ein idealer Gatte), regia di Herbert Selpin (1935)
- Eine Frau ohne Bedeutung, regia di Hans Steinhoff (1936)
- Il delitto di Lord Saville, episodio de Il carnevale della vita (Flesh and Fantasy), regia di Julien Duvivier (1943)
- Un marito ideale (An Ideal Husband), regia di Alexander Korda (1947)
- Al compás de tu mentira, regia di Héctor Canziani (1950) [7]
- L'importanza di chiamarsi Ernesto (The Importance of Being Earnest), regia di Anthony Asquith (1952)
- Un marito ideale (An Ideal Husband), regia di Oliver Parker (1999)
- L'importanza di chiamarsi Ernest (The Importance of Being Earnest), regia di Oliver Parker (2002)
- Il gigante egoista (The Selfish Giant), regia di Clio Barnard (2013)

### Il ventaglio di Lady Windermere
- Lady Windermere's Fan, regia di Fred Paul (1916)
- Il ventaglio di Lady Windermere (Lady Windermere's Fan), regia di Ernst Lubitsch (1925)
- Lady Windermeres Fächer, regia di Heinz Hilpert (1935)
- Shao nai nai de shan zi, regia di Pingqian Li (1939)
- Storia di una donna perduta (Historia de una mala mujer), regia di Luis Saslavsky (1948)
- Il ventaglio (The Fan), regia di Otto Preminger (1949)
- Il ventaglio di Lady Windermere, regia di Carlo Di Stefano - film TV (1966)
- Lady Windermeres Fächer, regia di Boy Gobert - film TV (1978)
- El abanico de Lady Windermere, regia di Antulio Jiménez Pons - film TV (1994)
- Le seduttrici (A Good Woman), regia di Mike Barker (2004)
- Belonging to Laura, regia di Karl Golden (2009)
- Lady Windermere's Fan, regia di Juan Illzaturri (2014)
- Lady Windermere's Fan, regia di Allen Evenson e Joseph Henson (2015)

### Il fantasma di Canterville
- Lo spettro di Canterville (The Canterville Ghost), regia di Jules Dassin (1944)
- The Canterville Ghost, regia di Robin Miller - film TV (1974)
- The Canterville Ghost, regia di William F. Claxton - film TV (1985)
- Il fantasma di Canterville (The Canterville Ghost), regia di Paul Bogart - film TV (1986)
- Fantasma per amore (The Canterville Ghost), regia di Sydney Macartney - film TV (1996)
- The Canterville Ghost, regia di Crispin Reece - film TV (1997)

### Salomè
- Salomé, regia di Albert Capellani (1908)
- Salome, regia di J. Stuart Blackton (1908)
- Salomè, regia di Ugo Falena (1910)
- Salomè, regia di Charles Bryant (1923)
- Salomè, regia di Carmelo Bene (1972)
- Salomé, regia di Pedro Almodóvar (1978)
- Salomè, regia di Claude d'Anna (1986)
- L'ultima Salomè (Salome's Last Dance), regia di Ken Russell (1988)
- Chiamami Salomè, regia di Claudio Sestieri (2008)
- Salomè - Una storia, regia di  Raffaele Buranelli - cortometraggio (2010)
- Wilde Salomé, regia di Al Pacino (2011)

### Il ritratto di Dorian Gray

#### Cinema
- Dorian Grays Portræt, regia di Axel Strøm (1910)
- The Picture of Dorian Gray, regia di Phillips Smalley (1913)
- Portret Doryana Greya, regia di Vsevolod Ėmil'evič Mejerchol'd e Mikhail Doronin (1915)
- The Picture of Dorian Gray, regia di Eugene Moore (1915)
- The Picture of Dorian Gray, regia di Fred W. Durrant (1916)
- Das Bildnis des Dorian Gray, regia di Richard Oswald (1917)
- Az élet királya, diretta da Alfréd Deésy (1918)
- Il ritratto di Dorian Gray (The Picture of Dorian Gray), regia di Albert Lewin (1945)
- Il dio chiamato Dorian, regia di Massimo Dallamano (1970)
- Die Marquise von Sade, regia di Jesús Franco (1976) [8]
- Le portrait de Dorian Gray, regia di Pierre Boutron (1977)
- La leggenda degli uomini straordinari (The League of Extraordinary Gentlemen), regia di Stephen Norrington (2003) [9]
- Dorian, regia di Allan A. Goldstein (2004)
- The Picture of Dorian Gray - Il ritratto del male (The Picture of Dorian Gray), regia di Dave Rosenbaum (2004)
- Dorian, regia di Vincent Kirk - cortometraggio (2005)
- The Picture of Dorian Gray, regia di Duncan Roy (2007)
- Dorian Gray, regia di Oliver Parker (2009) [10]
- Three Shadows, regia di Ansel Faraj (2010)

#### Televisione
- The Picture of Dorian Gray, episodio di Tales of Tomorrow - serie TV (1953)
- The Picture of Dorian Gray, episodio di Golden Showcase, regia di Paul Bogart - serie TV (1961)
- The Picture of Dorian Gray, episodio di Armchair Theatre, regia di Charles Jarrott - serie TV (1961)
- El retrato de Dorian Gray, regia di Ernesto Alonso - serie TV (1969)
- Storia della marchesa De Sade (The Picture of Dorian Gray), regia di Glenn Jordan - film TV (1973)
- The Picture of Dorian Gray, episodio di Play of the Month, regia di John Gorrie - serie TV (1976)
- El retrato de Dorian Gray, episodio di Los libros, regia di Jaime Chávarri - serie TV (1977)
- I peccati di Dorian Gray (The Sins of Dorian Gray), regia di Tony Maylam - film TV (1983) [11]

## Citazioni all'interno di altri film
- Querelle de Brest (Querelle), regia di Rainer Werner Fassbinder (1982) [12]
- Velvet Goldmine, regia di Todd Haynes (1998) [13]
- The Green Fairy, regia di Dan Frank - documentario (2016) [14]